# Kolcowidłak
Kolcowidłak (Spinulum A.Haines) – rodzaj roślin należący do rodziny widłakowatych. Takson podniesiony został do rangi rodzaju w 2003. Wcześniej stanowił sekcję Annotina w obrębie rodzaju widłak Lycopodium. Odrębny rodzaj uznany został w systemie PPG I z 2016. Wciąż jednak w części baz taksonomicznych należące tu rośliny utrzymywane są w rodzaju Lycopodium. Rodzaj o zasięgu cyrkumborealnym – rośnie w Ameryce Północnej, w Europie i Azji, na południu w górach. Do polskiej flory należy gatunek typowy rodzaju – kolcowidłak jałowcowaty Spinulum annotinum (=Lycopodium annotinum).
Nazwa naukowa i zwyczajowa nawiązuje do ostro zakończonych liści asymilacyjnych (z łaciny spina = kolec, cierń.

## Morfologia
Rośliny o pędach głównych płożących się. Liście niezróżnicowane, zebrane w okółkach po 4–5, bez włosowatego wyrostka lub błoniastego obrzeżenia na końcach blaszki. Kłos zarodnionośny nie osadzony na szypule, lecz stojący na szczycie wzniesionych, ulistnionych, rozgałęziających się tylko u nasady końcowych odcinków pędów. Pędy na przekroju zaokrąglone. Gametofit kształtu dyskowatego. 

## Systematyka
Pozycja systematyczna
Rodzaj wyróżniany jest w rodzinie rodziny widłakowatych Lycopodiaceae w systemie PPG I z 2016 jako jeden z 9 należących do podrodziny Lycopodioideae W.H.Wagner & Beitel ex B. Øllg. W systemach ujmujących szerzej rodzaj widłak Lycopodium grupa ta wyróżniana jest w jego obrębie jako sekcja Annotina (Rouy) Holub.
Podział na gatunki
Podział na gatunki jest wciąż przedmiotem dyskusji. System PPG I uznaje przynależność tu trzech gatunków. Dwa z nich (Spinulum subarcticum (V. N. Vassil.) A. Haines i Spinulum canadense (Romhild ex Nessel) A.Haines traktowane są też jako podgatunek kolcowidłaka jałowcowatego Spinulum annotinum ssp. alpestre (Hartm.) Uotila. Z kolei w 2017 przeklasyfikowano rosnący w Chinach Lycopodium neopungens do tego rodzaju jako Spinulum lioui. W efekcie w obrębie rodzaju wymieniane są dwa gatunki:
- Spinulum annotinum (L.) A. Haines (=Lycopodium annotinum L.) – kolcowidłak jałowcowaty[3], widłak jałowcowaty[6]
- Spinulum lioui Li Bing Zhang & H. He

Niejasny status ma opisany z tego rodzaju: 
- Spinulum zonatum (Ching) Mazumdar – postulowany do wyodrębnienia z Spinulum subarcticum (=S. annotinum ssp. alpestre)[8]

Gatunki w obrębie rodzaju tworzą mieszańce, natomiast nie stwierdzono ich powstawania między przedstawicielami tego rodzaju i rodzaju Lycopodium.